# Miagrammopes pinopus
Miagrammopes pinopus là một loài nhện trong họ Uloboridae.
Loài này thuộc chi Miagrammopes. Miagrammopes pinopus được Arthur Merton Chickering miêu tả năm 1968.